# Jiquipilco
Jiquipilco é um município do estado do México, no México.